# Jaszowiec (potok)
Jaszowiec – potok, prawobrzeżny dopływ Wisły o długości 3,27 km i powierzchni zlewni 5,48 km².
Potok płynie w Paśmie Równicy w Beskidzie Śląskim na terenie Ustronia. Cieki źródłowe potoku mają początek na wysokości 650–700 m n.p.m., w obszernym kotle, utworzonym przez łuk grzbietu pasma Równicy między Równicą na północy a Orłową na południu. Od ich połączenia (na wysokości 450–470 m n.p.m.) spływa szeroką i słabo zalesioną doliną ku południowemu zachodowi i uchodzi do Wisły na wysokości ok. 380 m n.p.m., na wprost przystanku PKP Ustroń Polana. Dolna część cieku na znacznym odcinku uregulowana.
W dolinie potoku znajduje się kompleks wypoczynkowy, zwany również Jaszowcem.
Nazwa potoku, notowana w 1836 r. (pierwotnie jako Jasiowiec lub z niem. jako Jaszowetz albo Jaschiowetz), pochodzi od mienia Jasz (lub Jaś) – zapewne pierwszego osadnika w dolinie.